# 10 (filme)
10 (bra: Mulher Nota Dez, ou Mulher Nota 10) é um filme estadunidense de 1979, uma comédia dirigida por Blake Edwards e com trilha sonora de Henry Mancini.

## Elenco
- Dudley Moore .... George Webber
- Julie Andrews .... Samantha Taylor
- Bo Derek .... Jenny Hanley
- Robert Webber .... Hugh
- Dee Wallace-Stone .... Mary Lewis
- Sam J. Jones .... David Hanley
- Brian Dennehy .... Donald
- Max Showalter ....  reverendo
- Rad Daly .... Josh Taylor
- Nedra Volz .... sra. Kissell
- James Noble ....  dr. Miles
- Virginia Kiser .... Ethel Miles
- John Hawker .... Covington

## Principais prémios e nomeações
A canção "It's Easy to Say" foi indicada ao Oscar de melhor canção original.
Recebeu cinco nomeações ao Globo de Ouro, nas categorias de melhor filme - comédia/musical, melhor actor - comédia/musical (Dudley Moore), melhor actriz - comédia/musical (Julie Andrews), melhor revelação feminina (Bo Derek) e melhor banda sonora/trilha sonora.